# Dicerca callosa
Dicerca callosa är en skalbaggsart som beskrevs av Thomas Casey 1909. Dicerca callosa ingår i släktet Dicerca och familjen praktbaggar.

## Underarter
Arten delas in i följande underarter:
- D. c. callosa
- D. c. frosti